# Русская армия 1812 года
Русская армия 1812 года — Русская императорская армия, которая участвовала в боевых действиях против Великой армии и сателлитов наполеоновской Франции, под главнокомандованием Наполеона, в Отечественной войне.

## Состав
В состав русской армии 1812 года формально не входило ополчение, хотя оно также принимало участие в военных (боевых) действиях. Например эскадрон Скаржинского, участвовал в боевых действиях под руководством П. В. Чичагова.
Расположение российских войск:
1-я Западная армия (генерала от инфантерии М. Б. Барклай де Толли) Главная квартира — в Вильно :
- 1-й пехотный корпус (генерал лейтенант граф П. Х. Витгенштейн) — в Кейданах, авангард (генерал майор Я. П. Кульнев) — в Ераголе, отдельный отряд (полковник Е. И. Властов) — в Россиенах;
- 2-й пехотный корпус (генерал лейтенант К. Ф. Багговут) — в Оржишках, авангард (генерал майор А. М. Всеволожский) — в Янове;
- 3-й пехотный корпус (генерал лейтенант Н. А. Тучков 1 й) — в Новых Троках, авангард (генерал майор князь И. Л. Шаховской) — в Высоком Дворе;
- 2-й резервный кавалерийский корпус (генерал-адъютант барон Ф. К. Корф) — в Сморгони;
- 4-й пехотный корпус (генерал-адъютант граф П. А. Шувалов) — в Олкениках, авангард (генерал майор И. С. Дорохов) — в Орани;
- 5 й (гвардейский) пех. корпус (цесаревич Константин Павлович) — в Свенцянах;
- 1-й резервный кавалерийский корпус (генерал-адъютант Ф. П. Уваров) — в Вилькомире
- 6-й пехотный корпус (генерал от инфантерии Д. С. Дохтуров) — в месте Лидах, авангард (полк. бар. К. А. Крейц) — в Лебиоде;
- 3-й резервный кавалерийский корпус (генерал майор граф П. П. Пален 3 й) — в Лидах; летучий казачий корпус (генерал от кавалерии М. И. Платов) — в Гродно;

2-я Западная армия (генерал от инфантерии князь П. И. Багратион):
- 7-й пехотный корпус (генерал лейтенант Н. Н. Раевский) — в Новом Дворе;
- 8-й пехотный корпус (генерал лейтенант М. М. Бороздин) — в Волковыске;
- 4-й резерв. кавалерийский корпус (генерал майор граф К. К. Сиверс 1 й) — в Зельве;

3-я резервная обсервационная армия (генерал от кавалерии А. П. Тормасов): главная квартира — в Луцке,
- корпус генерала от инфантерии графа С. М. Каменского — в Ковеле и Мациове,
- корпус генерал лейтенант Е. И. Маркова — в Торчине и Луцке, корпус генерал лейтенант барон Ф. В. Остен-Сакена — в Заславле и Старом Константинове,
- кавалерийский корпус генерал майора гр. К. О. Ламберта — в Любомле и Ковеле;
- 1-й резервный корпус (генерал-адъютант барон Е. И. Меллер-Закомельский) — в Торопце,
- 2-й резервный корпус (генерал лейтенант Ф. Ф. Эртель) — в Мозыре;
- Гарнизоны: в городах Риге, Борисове, Бобруйске, Митаве и Киеве, Динамюнде, в крепости Динабурге.

### 1-я Западная армия
Главнокомандующий: генерал от инфантерии М. Б. Барклай-де-Толли
- 1-й пехотный корпус: генерал-лейтенант П. Х. Витгенштейн
  - 5-я пехотная дивизия: генерал-майор Г. М. Берг
    - 1-я бригада: генерал-майор К. Ф. Казачковский
      - Севский пехотный полк: полковник Ф. А. Луков
      - Калужский пехотный полк: майор И. А. Савинич

    - 2-я бригада: генерал-майор А. В. Сибирский
      - Пермский пехотный полк: майор И. Е. Баумгартен
      - Могилёвский пехотный полк: подполковник А. Н. Малеванов

    - 3-я бригада: полковник Г. Н. Фролов; полковник Е. И. Властов
      - 23-й егерский полк: майор Бражников
      - 24-й егерский полк: подполковник Сомов

    - 5-я полевая артиллерийская бригада: подполковник Е. А. Мурузи

  - 14-я пехотная дивизия: генерал-майор И. Т. Сазонов
    - 1-я бригада: полковник В. И. Гарпе
      - Тенгинский пехотный полк: майор Ф. Х. Белинсгаузен
      - Навагинский пехотный полк: майор Винтер

    - 2-я бригада: генерал-майор Б. Б. Гельфрейх
      - Тульский пехотный полк: полковник А. Я. Паттон
      - Эстляндский пехотный полк: подполковник К. Г. Ульрих

    - 3-я бригада: полковник С. В. Денисьев
      - 25-й егерский полк: майор М. М. Ветошкин
      - 26-й егерский полк: полковник Л. О. Рот

    - 14-я полевая артиллерийская бригада: полковник Е. Е. Штаден

  - 1-я кавалерийская дивизия: генерал-майор П. Д. Каховский
    - 1-я бригада:
      - Рижский драгунский полк: генерал-майор М. Д. Балк
      - Ямбургский драгунский полк: полковник Н. А. Столыпин

    - 5-я бригада:
      - Гродненский гусарский полк: генерал-майор Я. П. Кульнев

  - При штабе корпуса:
    - казачий полк: полковник М. И. Родионов
    - казачий полк: подполковник И. И. Платов
    - казачий полк: майор И. А. Селиванов
- 2-й пехотный корпус: генерал-лейтенант К. Ф. Багговут, генерал-майор Евгений, принц Вюртембергский
  - 4-я пехотная дивизия: генерал-майор Евгений, принц Вюртембергский, генерал-майор Д. И. Пышницкий
    - 1-я бригада: генерал-майор И. П. Росси, майор И. П. Людингаузен-Вольф
      - Тобольский пехотный полк: подполковник П. П. Шрейдер*
      - Волынский пехотный полк: полковник Н. А. Курносов

    - 2-я бригада: полковник Д. И. Пышницкий
      - Кременчугский пехотный полк: полковник Д. И. Пышницкий*
      - Минский пехотный полк: подполковник И. П. Стеллих

    - 3-я бригада: полковник Е. М. Пиллар
      - 4-й егерский полк: полковник А. И. Фёдоров
      - 34-й егерский полк: полковник Е. М. Пиллар*

    - 4-я полевая артиллерийская бригада: полковник А. И. Воейков, подполковник М. К. Фриш

  - 17-я пехотная дивизия: генерал-лейтенант З. Д. Олсуфьев
    - 1-я бригада: генерал-майор П. И. Ивелич
      - Рязанский пехотный полк: подполковник А. М. Ореус
      - Брестский пехотный полк: майор П. А. Чертов

    - 2-я бригада: генерал-майор П. А. Тучков
      - Белозерский пехотный полк: подполковник Е. Ф. Керн
      - Вильманстрандский пехотный полк: полковник Ф. И. Сокорев, майор И. В. Гремов*

    - 3-я бригада: полковник Я. А. Потёмкин
      - 30-й егерский полк: полковник К. В. Забелин*
      - 48-й егерский полк: полковник Я. А. Потёмкин*

    - 17-я полевая артиллерийская бригада: полковник И. И. Дитерикс

  - Кавалерия корпуса:
    - Елизаветградский гусарский полк: полковник Г. А. Шостаков
- 3-й пехотный корпус: генерал-лейтенант Н. А. Тучков
  - 1-я гренадерская дивизия: генерал-майор П. А. Строганов
    - 1-я бригада: полковник П. Ф. Желтухин
      - Гренадерский лейб-гвардии полк: полковник П. Ф. Желтухин
      - Гренадерский графа Аракчеева полк: полковник Б. Я. Княжнин

    - 2-я бригада: генерал-майор А. И. Цвиленев
      - Павловский гренадерский полк: полковник Е. Х. Рихтер
      - Екатеринославский гренадерский полк: полковник Е. К. Криштафович

    - 3-я бригада: генерал-майор Б. Б. Фок
      - Санкт-Петербургский гренадерский полк: полковник А. Н. Быков
      - Таврический гренадерский полк: полковник Н. С. Сулима

    - 1-я полевая артиллерийская бригада: полковник В. А. Глухов

  - 3-я пехотная дивизия: генерал-лейтенант П. П. Коновницын
    - 1-я бригада: генерал-майор А. А. Тучков
      - Ревельский пехотный полк: полковник Я. С. Желвинский
      - Муромский пехотный полк: полковник Ф. В. Дризен*

    - 2-я бригада: полковник Д. И. Мещеряков*
      - Копорский пехотный полк: майор Кривошеин
      - Черниговский пехотный полк: подполковник И. М. Ушаков

    - 3-я бригада: генерал-майор И. Л. Шаховской
      - 20-й егерский полк: подполковник И. Ф. Капустин
      - 21-й егерский полк: подполковник П. П. Платцов*

    - 3-я полевая артиллерийская бригада: подполковник Ф. Е. фон Торнау

  - Кавалерия корпуса:
    - Лейб-гвардии Казачий полк: генерал-майор В. В. Орлов-Денисов
    - 1-й Тептярский казачий полк: майор Н. А. Тимирев

- 4-й пехотный корпус: генерал-лейтенант П. А. Шувалов, генерал-лейтенант А. И. Остерман-Толстой
  - 11-я пехотная дивизия: генерал-майор Н. Н. Бахметьев
    - 1-я бригада: генерал-майор П. Н. Чоглоков
      - Перновский пехотный полк: майор А. А. Лачинов
      - Кексгольмский пехотный полк: полковник Н. Ф. Емельянов

    - 2-я бригада: генерал-майор П. А. Филисов, генерал-майор В. Д. Лаптев
      - Полоцкий пехотный полк: майор Г. И. Яковлев
      - Елецкий пехотный полк: подполковник Л. А. Тургенев

    - 3-я бригада: полковник А. И. Бистром
      - 1-й егерский полк: полковник М. И. Карпенко
      - 33-й егерский полк: майор Х. Л. Бреверн

    - 11-я полевая артиллерийская бригада: подполковник А. Ф. Котляров, подполковник А. С. Малеев

  - 23-я пехотная дивизия: генерал-майор А. Н. Бахметьев
    - 1-я бригада: генерал-майор М. М. Окулов
      - Рыльский пехотный полк: майор Н. М. Некрасов
      - Екатеринбургский пехотный полк: генерал-майор И. С. Гурьялов

    - 2-я бригада: генерал-майор Ф. П. Алексополь
      - Селенгинский пехотный полк: полковник Д. И. Мещеряков
      - 18-й егерский полк: подполковник Т. И. Чистяков

    - 23-я полевая артиллерийская бригада: подполковник Л. Л. Гулевич

  - Кавалерия корпуса:
    - Изюмский гусарский полк: генерал-майор И. С. Дорохов
- 5-й пехотный (резервный) корпус: цесаревич Константин Павлович, генерал-лейтенант Н. И. Лавров
  - Гвардейская пехотная дивизия:генерал-лейтенант Н. И. Лавров, генерал-майор А. П. Ермолов
    - 1-я бригада: генерал-майор Г. В. Розен
      - Лейб-гвардии Преображенский полк: генерал-майор Г. В. Розен
      - Лейб-гвардии Семёновский полк: полковник К. А. Криденер

    - 2-я бригада: полковник М. Е. Храповицкий, полковник А. П. Кутузов
      - Лейб-гвардии Измайловский полк: полковник М. Е. Храповицкий
      - Лейб-гвардии Литовский полк: полковник И. Ф. Удом

    - 3-я бригада: полковник К. И. Бистром
      - Лейб-гвардии Финляндский полк: полковник М. К. Крыжановский
      - Лейб-гвардии Егерский полк: полковник К. И. Бистром
      - Гвардейский экипаж: капитан 2-го ранга И. П. Карцов

    - Лейб-гвардии артиллерийская бригада: полковник А. Х. Эйлер

  - 1-я кирасирская дивизия: генерал-майор Н. И. Депрерадович
    - 1-я (гвардейская) бригада: генерал-майор И. Г. Шевич
      - Кавалергардский полк: полковник К. К. Левенвольде
      - Лейб-гвардии Конный полк: полковник М. А. Арсеньев

    - 2-я бригада: генерал-майор Н. М. Бороздин
      - Лейб-кирасирский Его Величества полк: полковник К. В. Будберг
      - Лейб-кирасирский Её Величества полк: полковник А. В. Розен
      - Астраханский кирасирский полк: полковник В. И. Каратаев
- 6-й пехотный корпус: генерал от инфантерии Д. С. Дохтуров, генерал-лейтенант П. М. Капцевич
  - 7-я пехотная дивизия: генерал-лейтенант П. М. Капцевич
    - 1-я бригада: полковник Д. П. Ляпунов
      - Псковский пехотный полк: полковник Д. П. Ляпунов
      - Московский пехотный полк: полковник Ф. Ф. Монахтин

    - 2-я бригада: полковник А. И. Айгустов, генерал-майор В. Г. Костенецкий
      - Либавский пехотный полк: подполковник М. Д. Бестужев-Рюмин
      - Софийский пехотный полк: полковник В. М. Халяпин

    - 3-я бригада: генерал-майор А. И. Балла, подполковник Н. Ф. Каширинов
      - 11-й егерский полк: майор А. Х. Шпемпель
      - 36-й егерский полк: полковник П. Я. Алексеев

    - 7-я полевая артиллерийская бригада: полковник Д. Ф. Девель

  - 24-я пехотная дивизия: генерал-майор П. Г. Лихачёв, полковник Н. В. Вуич
    - 1-я бригада: генерал-майор И. Д. Цыбульский
      - Уфимский пехотный полк: майор Ф. П. Демидов
      - Ширванский пехотный полк: полковник Ф. В. Зворыкин

    - 2-я бригада: полковник П. В. Денисьев
      - Бутырский пехотный полк: майор И. И. Каменщиков
      - Томский пехотный полк: подполковник И. И. Попов

    - 3-я бригада: полковник Н. В. Вуич
      - 19-й егерский полк: майор П. И. Пригара
      - 40-й егерский полк: полковник Ф. В. Сазонов

    - 24-я полевая артиллерийская бригада: подполковник И. Г. Ефремов

  - Кавалерия корпуса:
    - Сумский гусарский полк: полковник Н. А. Канчиялов
- 1-й резервный кавалерийский корпус: генерал-лейтенант Ф. П. Уваров, генерал-майор Е. И. Меллер-Закомельский
  - 1-я (гвардейская) бригада: генерал-майор А. С. Чаликов
    - Лейб-гвардии Гусарский полк: генерал-майор И. Е. Шевич
    - Лейб-гвардии Уланский полк: генерал-майор А. С. Чаликов
    - Лейб-гвардии Драгунский полк: полковник П. А. Чичерин

  - 2-я бригада: генерал-майор И. И. Чарныш
    - Нежинский драгунский полк: полковник П. П. Загряжский
    - Казанский драгунский полк: генерал-майор И. И. Чарныш
- 2-й резервный кавалерийский корпус: генерал-лейтенант Ф. К. Корф
  - 1-я бригада: генерал-майор Н. В. Давыдов
    - Псковский драгунский полк: полковник А. А. Засс
    - Московский драгунский полк: генерал-майор Н. В. Давыдов (полковой командир — подполковник А. Н. Залесский)
    - 2-я бригада: генерал-майор С. Д. Панчулидзев
      - Каргопольский драгунский полк: генерал-майор И. Л. Поль (полковой командир — майор К. Г. Сталь)
      - Ингерманландский драгунский полк: генерал-майор С. Д. Панчулидзев (полковой командир — полковник М. В. Аргамаков)
      - Польский уланский полк: полковник А. И. Гурьев
- 3-й резервный кавалерийский корпус: генерал-майор П. П. Пален
  - 1-я бригада: генерал-майор С. В. Дятков
    - Оренбургский драгунский полк: подполковник Ф. М. Зонненбах
    - Курляндский драгунский полк: полковник С. Н. Ушаков

  - 2-я бригада: генерал-майор А. А. Скалон
    - Сибирский драгунский полк: полковник К. А. Крейц
    - Иркутский драгунский полк: подполковник А. Л. Южаков
    - Мариупольский гусарский полк: полковник И. М. Вадбольский
- Казачий корпус: генерал от кавалерии М. И. Платов
  - Донской казачий полк: генерал-майор И. М. Вадбольский
  - Донской казачий полк: генерал-майор В. Т. Денисов 7-й
  - Донской казачий полк: генерал-майор И. Д. Иловайский 4-й
  - Донской казачий полк: подполковник Т. Д. Греков 18-й
  - Донской казачий полк: подполковник М. Г. Власов 3-й
  - Донской казачий полк: подполковник К. И. Харитонов 7-й
  - Донской казачий полк: подполковник И. Г. Мельников 3-й
  - Донской казачий полк: генерал-майор И. К. Краснов 1-й
  - 1-й Башкирский казачий полк: майор М. М. Лачин
  - 1-й Бугский казачий полк: есаул С. Ф. Жекул
  - 1-й Калмыцкий Астраханский полк: капитан Д. Тундутов
  - 2-й Бугский казачий полк: войсковой полковник М. А. Немцо-Петровский
  - 2-й Калмыцкий Астраханский полк: капитан С. Тюмень
  - Симферопольский конно-татарский полк: подполковник К. Балатуков
  - Перекопский конно-татарский полк: подполковник князь Ахмет-бей Хункалов
  - Ставропольский калмыцкий полк: капитан П. И. Диомидий

### 2-я Западная армия
Главнокомандующий: генерал от инфантерии П. И. Багратион
- 7-й пехотный корпус: генерал-лейтенант Н. Н. Раевский
  - 26-я пехотная дивизия: генерал-майор И. Ф. Паскевич
    - 1-я бригада: полковник А. И. Липгарт
      - Ладожский пехотный полк: полковник Е. Я. Савоини
      - Полтавский пехотный полк: подполковник И. Т. Коншин

    - 2-я бригада: полковник Н. Ф. Ладыженский
      - Орловский пехотный полк: майор П. С. Берников
      - Нижегородский пехотный полк: подполковник Н. Г. Кадышев

    - 3-я бригада: полковник Ф. Г. Гогель
      - 5-й егерский полк: майор М. А. Ковригин
      - 42-й егерский полк: подполковник Е. И. Синенков

    - 26-я полевая артиллерийская бригада: подполковник Г. М. Шульман

  - 12-я пехотная дивизия: генерал-майор П. М. Колюбакин, генерал-лейтенант И. В. Васильчиков
    - 1-я бригада: генерал-майор П. М. Колюбакин, полковник К. К. Панцербитер
      - Новоингерманландский пехотный полк: подполковник И. Л. Жуков
      - Алексопольский пехотный полк: подполковник П. А. Петрыгин

    - 2-я бригада: полковник М. Н. Рылеев
      - Нарвский пехотный полк: подполковник А. В. Богдановский
      - Смоленский пехотный полк: полковник М. Н. Рылеев

    - 3-я бригада: генерал-майор И. И. Палицын
      - 6-й егерский полк: полковник А. С. Глебов
      - 41-й егерский полк: генерал-майор И. И. Палицын

    - 12-я полевая артиллерийская бригада: подполковник Я. И. Саблин

  - Кавалерия корпуса:
    -       - Ахтырский гусарский полк: полковник Д. В. Васильчиков
- 8-й пехотный корпус: генерал-лейтенант М. М. Бороздин
  - 2-я гренадерская дивизия: генерал-майор Карл Август Христиан Мекленбург-Шверинский
    - 1-я бригада: полковник И. Я. Шатилов, полковник Ф. Ф. Монахтин
      - Московский гренадерский полк: полковник И. Я. Шатилов
      - Киевский гренадерский полк: полковник Д. А. Чашников

    - 2-я бригада: полковник И. Ф. Буксгевден
      - Астраханский гренадерский полк: полковник И. Ф. Буксгевден
      - Фанагорийский гренадерский полк: подполковник Е. А. Головин

    - 3-я бригада: полковник В. А. Гессе, полковник М. И. де Дамас
      - Сибирский гренадерский полк: полковник Д. А. Левин
      - Малороссийский гренадерский полк: подполковник Е. А. Агте

    - 2-я полевая артиллерийская бригада: полковник А. А. Богуславский

  - 27-я пехотная дивизия: генерал-майор Д. П. Неверовский
    - 1-я бригада: полковник М. Ф. Ставицкий
      - Одесский пехотный полк: полковник А. А. Потулов
      - Тарнопольский пехотный полк: полковник А. А. Титов

    - 2-я бригада: полковник А. Я. Княжин
      - Виленский пехотный полк: полковник А. Я. Губерти
      - Симбирский пехотный полк: полковник П. С. Лашкарев

    - 3-я бригада: полковник А. В. Воейков
      - 49-й егерский полк: полковник А. С. Кологривов
      - 50-й егерский полк: генерал-майор Н. Г. Назимов

    - 27-я полевая артиллерийская бригада: полковник Арапетов

  - 2-я сводно-гренадерская дивизия: генерал-майор М. С. Воронцов
  - 2-я кирасирская дивизия: генерал-майор О. Ф. Кнорринг (умер 6 августа 1812 г.)
    - 1-я бригада: генерал-майор Н. В. Кретов
      - Военного ордена кирасирский полк: полковник А. И. Гудович
      - Екатеринославский кирасирский полк: полковник М. М. Волков

    - 2-я бригада: генерал-майор И. М. Дука
      - Глуховский кирасирский полк: полковник М. И. Толбузин
      - Малороссийский кирасирский полк: генерал-майор И. М. Дука
      - Новгородский кирасирский полк: полковник Б. С. Соковнин
- 4-й кавалерийский корпус: генерал-майор К. К. Сиверс
  - 1-я бригада: генерал-майор И. Д. Панчулидзев
    - Харьковский драгунский полк: полковник Д. М. Юзефович
    - Черниговский драгунский полк: генерал-майор И. Д. Панчулидзев

  - 2-я бригада: генерал-майор И. В. Васильчиков
    - Киевский драгунский полк: полковник Е. А. Эммануэль
    - Новороссийский драгунский полк: подполковник О. О. Штакельберг
    - Литовский уланский полк: полковник Д. Ф. Тутолмин
- Казачьи войска: генерал-майор И. К. Краснов, генерал-майор А. А. Карпов 2-й
  - Донской казачий полк: генерал-майор Н. В. Иловайский 5-й
  - Донской казачий полк: генерал-майор А. А. Карпов 2-й
  - Донской казачий полк: полковник О. В. Иловайский 10-й
  - Донской казачий полк: полковник Т. Д. Иловайский 11-й
  - Донской казачий полк: полковник В. Д. Иловайский 12-й
  - Донской казачий полк: подполковник И. И. Андрианов 2-й
  - Донской казачий полк: полковник В. А. Сысоев 3-й
  - Донской казачий полк: подполковник Г. Г. Мельников 4-й
  - 3-й Бугский казачий полк: майор К. И. Селистранов

### 3-я Западная армия
Главнокомандующий: генерал от кавалерии А. П. Тормасов
- Корпус Каменского: генерал от инфантерии С. М. Каменский
  - 18-я пехотная дивизия: генерал-майор А. Г. Щербатов
    - 1-я бригада: генерал-майор П. Е. Бенардос
      - Тамбовский пехотный полк: подполковник А. Г. Соколов
      - Владимирский пехотный полк: майор В. В. Боровиков

    - 2-я бригада: генерал-майор Н. Н. Хованский
      - Днепровский пехотный полк: подполковник Д. М. Благовещенский
      - Костромской пехотный полк: полковник И. Г. Гейденрейх

    - 3-я бригада: генерал-майор В. Д. Мещеринов
      - 28-й егерский полк: генерал-майор П. Я. Корнилов
      - 32-й егерский полк: генерал-майор В. Д. Мещеринов

    - 18-я полевая артиллерийская бригада: подполковник Л. К. Пащенко

  - Кавалерия корпуса:
    -       - Павлоградский гусарский полк: полковник С. Э. Жевахов
- Корпус Маркова: генерал-лейтенант Е. И. Марков
  - 15-я пехотная дивизия: генерал-майор Ф. В. Назимов
    - 1-я бригада: генерал-майор Ф. Ф. Падейский
      - Козловский пехотный полк: генерал-майор Ф. Ф. Падейский*
      - Колыванский пехотный полк: полковник К. Ф. Ольдекоп

    - 2-я бригада: генерал-майор Ф. В. Назимов
      - Куринский пехотный полк: майор В. Захаревич
      - Витебский пехотный полк: подполковник Ф. И. Ушаков

    - 3-я бригада: генерал-майор В. В. Вяземский
      - 13-й егерский полк: полковник И. С. Велисаров
      - 14-й егерский полк: полковник А. И. Красовский*

    - 15-я полевая артиллерийская бригада: подполковник А. Д. Засядко

  - 9-я пехотная дивизия: генерал-майор Е. Е. Удом
    - 1-я бригада: полковник А. А. Рейхель
      - Ряжский пехотный полк: полковник Я. А. Медынцев
      - Апшеронский пехотный полк: полковник А. А. Рейхель

    - 2-я бригада: полковник А. М. Селиверстов
      - Нашебургский пехотный полк: полковник К. М. Полторацкий
      - Якутский пехотный полк: майор П. А. Угрюмов

    - 3-я бригада: полковник И. Д. Иванов
      - 10-й егерский полк: подполковник М. Ф. Житков
      - 38-й егерский полк:

    - 9-я полевая артиллерийская бригада: полковник Ляпунов

  - Кавалерия корпуса:
    -       - Александрийский гусарский полк: полковник А. А. Ефимович
- Корпус Остен-Сакена: генерал-лейтенант Ф. В. Остен-Сакен
  - Бригада 35-й пехотной дивизии: полковник Протопопов
  - Бригада 36-й пехотной дивизии: подполковник Христофоров
  - Бригада 37-й пехотной дивизии: подполковник Сталинский
  - 11-я кавалерийская дивизия: генерал-майор А. А. Ласкин
    - Сводный драгунский полк: полковник Ф. И. Мосолов
    - Сводный кавалерийский полк: подполковник Филипьев
    - Сводный кирасирский полк: майор Черепов
    - Лубенский гусарский полк: генерал-майор А. П. Мелиссино
- Кавалерийский корпус Ламберта: генерал-майор К. О. Ламберт
  - 5-я кавалерийская дивизия: генерал-майор К. О. Ламберт
    - 1-я бригада: генерал-майор А. Н. Бердяев
      - Стародубовский драгунский полк: полковник Ф. П. Наний*
      - Тверской драгунский полк: генерал-майор А. Н. Бердяев*

    - 2-я бригада: генерал-майор И. А. Хрущов
      - Житомирский драгунский полк: полковник И. А. Аргамаков
      - Арзамасский драгунский полк: генерал-майор И. А. Хрущов*
      - Татарский уланский полк: полковник К. Б. Кнорринг

  - 8-я кавалерийская дивизия: генерал-майор Е. И. Чаплиц
    - 1-я бригада: генерал-лейтенант П. К. Мусин-Пушкин
      - Владимирский драгунский полк: полковник И. В. Аргамаков
      - Таганрогский драгунский полк: полковник П. В. Куроедов

    - 2-я бригада:
      - Серпуховской драгунский полк: подполковник Г. Ф. Энгельгардт

  - 4-я резервная артиллерийская бригада:

### Дунайская армия
Главнокомандующий: адмирал П. В. Чичагов
- 1-й корпус: генерал от инфантерии граф А. Ф. Ланжерон
  - 22-я пехотная дивизия: генерал-майор С. А. Тучков 2-й
    - 1-я бригада: генерал-майор М. А. Шкапский
      - Вятский пехотный полк: полковник Кушников
      - Старооскольский пехотный полк: подполковник Воеводский

    - 2-я бригада: генерал-майор П. П. Турчанинов
      - Выборгский пехотный полк: подполковник Н. С. Кузиков

    - 3-я бригада: генерал-майор С. Ф. Желтухин
      - 29-й егерский полк: подполковник П. О. Пригара
      - 45-й егерский полк: подполковник И. Л. Валентий

    - 22-я полевая артиллерийская бригада: полковник Колотинский
    - Кавалерийская бригада: генерал-майор И. В. Мантейфель
      - Санкт-Петербургский драгунский полк: И. В. Мантейфель
      - Лифляндский драгунский полк: полковник В. Д. Рыков

    - Донской казачий полк: полковник А. Е. Греков 4-й
    - Донской казачий полк: подполковник С. И. Пантелеев 2-й
    - 1-й Уральский казачий полк
- 2-й корпус: генерал лейтенант П. К. Эссен
  - 8-я пехотная дивизия: генерал лейтенант П. К. Эссен
    - 1-я бригада: полковник В. Н. Шеншин
      - Архангелогородский пехотный полк: полковник П. П. Выходцевский
      - Украинский пехотный полк: полковник О. М. Второв

    - 2-я бригада: генерал-майор Г. Г. Энгельгардт
      - Шлиссельбургский пехотный полк: полковник И. Б. Ререн
      - Староингерманландский пехотный полк: подполковник Н. Н. Ичков

    - 3-я бригада: полковник Н. И. Сутгоф
      - 37-й егерский полк: подполковник П. И. де Сен-Лоран

    - 8-я полевая артиллерийская бригада

  - Кавалерия корпуса:
    - Северский драгунский полк: генерал-майор Л. А. Денисьев
    - Смоленский драгунский полк: полковник А. В. Деконский
    - Донской казачий полк: генерал-майор П. М. Греков 8-й
    - 2-й Уральский казачий полк
- 3-й корпус: генерал лейтенант А. Л. Воинов
  - 10-я пехотная дивизия: генерал-майор И. А. Ливен
    - 1-я бригада: полковник А. П. Засс
      - Белостокский пехотный полк: полковник А. П. Засс
      - Крымский пехотный полк: полковник Ф. Э. Крюсольд

    - 2-я бригада: генерал-майор А. К. Агалин
      - Курский пехотный полк:

    - 3-я бригада:
      - 8-й егерский полк: майор Г. Д. Слюняев
      - 39-й егерский полк: подполковник А. И. Левиз

    - 10-я полевая артиллерийская бригада: подполковник Вербовский

  - Кавалерия корпуса:
    - Кинбурнский драгунский полк: генерал-майор А. С. Уманец
    - Белорусский гусарский полк: подполковник И. К. Данилович
    - Донской казачий полк: полковник Н. Г. Мельников 4-й
    - 3-й Уральский казачий полк: подполковник Михайлов
    - 4-й Уральский казачий полк: войсковой старшина Назаров
- 4-й корпус: генерал-лейтенант А. П. Засс
  - 16-я пехотная дивизии: генерал-майор М. Л. Булатов
    - 1-я бригада:
      - Охотский пехотный полк: полковник С. И. Раков

    - 2-я бригада:
      - Камчатский пехотный полк: подполковник О. И. Езерский
      - Мингрельский пехотный полк: майор И. К. Ермолин

    - 16-я полевая артиллерийская бригада

  - 7-я кавалерийская дивизия: генерал-лейтенант А. П. Засс
    - 1-я бригада:
      - Переяславский драгунский полк: подполковник Е. А. де Бриньи

    - 2-я бригада: генерал-майор П. П. Пален
      - Дерптский драгунский полк: генерал-майор П. П. Пален
      - Тираспольский драгунский полк: генерал-майор С. Я. Репнинский

    - 3-я бригада:
      - Чугуевский уланский полк: полковник И. Я. Александров

    - Донской казачий полк: подполковник И. Г. Мельников 3-й
    - Донской казачий полк: подполковник Ф. А. Кутейников 4-й
- Резерв армии: генерал-лейтенант И. В. Сабанеев
  - Олонецкий пехотный полк: подполковник П. В. Булгарский
  - Ярославский пехотный полк
  - 7-й егерский полк: подполковник А. О. Штегеман
  - Ольвиопольский гусарский полк
  - Донской казачий полк: полковник Г. А. Луковкин 2-й